# Coppa del Kosovo (calcio a 5)
La Coppa del Kosovo di calcio a 5 è una competizione riservata a squadre maschili affiliate alla Federazione calcistica del Kosovo, ente organizzatore della manifestazione. È il secondo torneo di calcio a 5 per importanza in Kosovo dopo la massima divisione del campionato nazionale.

## Albo d'oro
- 2008-2009:  Besa (1)
- 2009-2010:  Bambo (1)
- 2010-2011:  Feniks (1)
- 2011-2012:  Feniks (2)
- 2012-2013:  Liburn (1)
- 2013-2014:  Feniks (3)
- 2014-2015:  Feniks (4)
- 2015-2016:  Feniks (5)
- 2016-2017:  Liburn (2)
- 2017-2018:  Feniks (6)

- 2018-2019:  Liburn (3)
- 2019-2020:  Prishtina 01 (1)
- 2020-2021:  Liqeni (1)
- 2021-2022:  Prishtina (1)
- 2022-2023:  Prishtina 01 (2)
- 2023-2024:  Prishtina 01 (3)